# Saint-Philbert-du-Peuple
Saint-Philbert-du-Peuple település Franciaországban, Maine-et-Loire megyében. Lakosainak száma 1319 fő (2022. január 1.). Saint-Philbert-du-Peuple Blou, Longué-Jumelles, Mouliherne és Vernantes községekkel határos.

## Népesség
A település népessége az elmúlt években az alábbi módon változott:
| Lakosok száma | 798  | 1060 | 1204 | 1262 | 1290 | 1288 | 1309 | 1323 | 1328 | 1319 |
|               | 1968 | 1982 | 1990 | 2006 | 2013 | 2015 | 2017 | 2019 | 2020 | 2022 |